# Gier (mest)

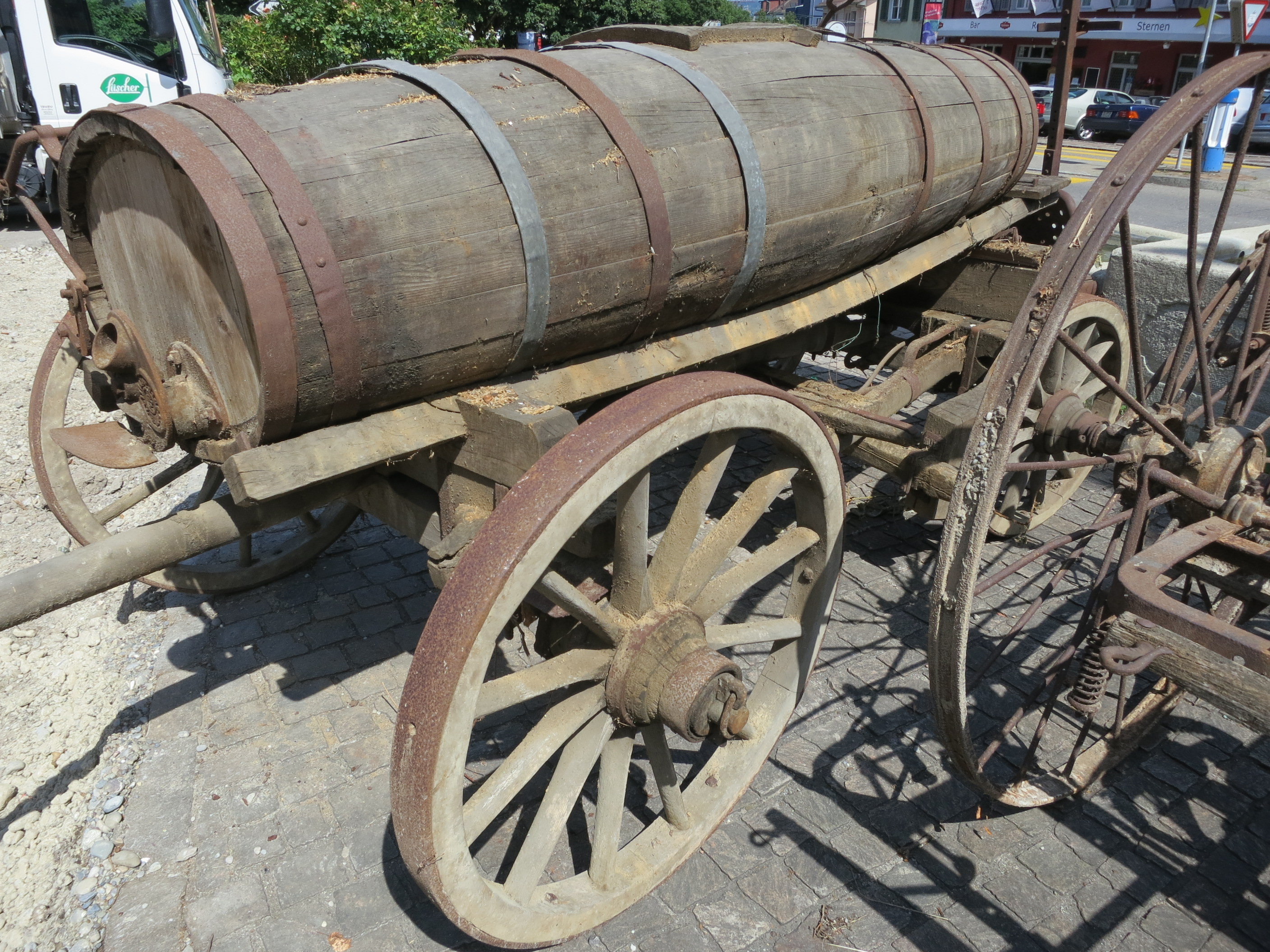
Een boerenwagen met een giertank

Gier of beer is vloeibare mest van dierlijke en menselijke oorsprong. De gier van dierlijke oorsprong bestaat hoofdzakelijk uit urine, die van menselijke oorsprong (beer) uit urine, ontlasting en water. Vroeger toen er nog geen riolering aanwezig was, werd de gier van menselijke oorsprong opgevangen in beerputten, die van dierlijke oorsprong in gierkelders en later verspreid over het land. Vanzelfsprekend ontstond daarbij een sterke ammoniakgeur.
In gier zit voornamelijk kalium en stikstof in de vorm van ureum en ammoniak. De gehaltes zijn sterk afhankelijk van het voer of de voeding.
Winterspinazie werd rond Utrecht in het voorjaar vaak bemest met gier (beer) vanwege het chloorgehalte waar spinazie met een goede groei op reageert. Met een gierpraam werd de gier vaak opgehaald.
Onder dunne mest wordt verpompbare mest verstaan. Dunne mest heeft veel overeenkomsten met gier.
In de landbouw wordt gier naar de akker vervoerd met een giertank. 
De gier kan ook worden opgeslagen in grote afgedekte silos om gebruikt te worden voor winning van biogas.

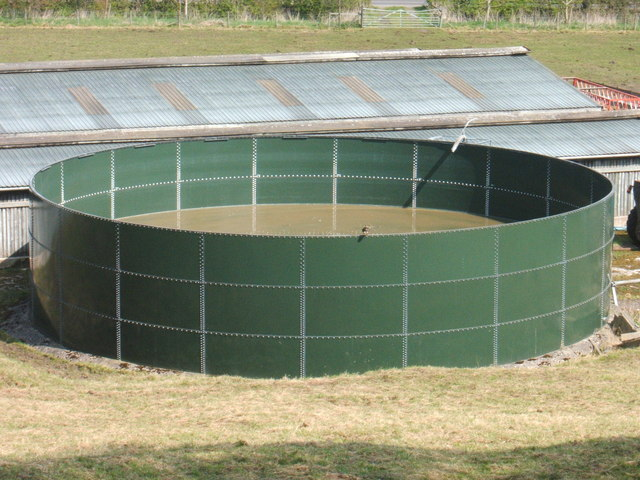
Giersilo
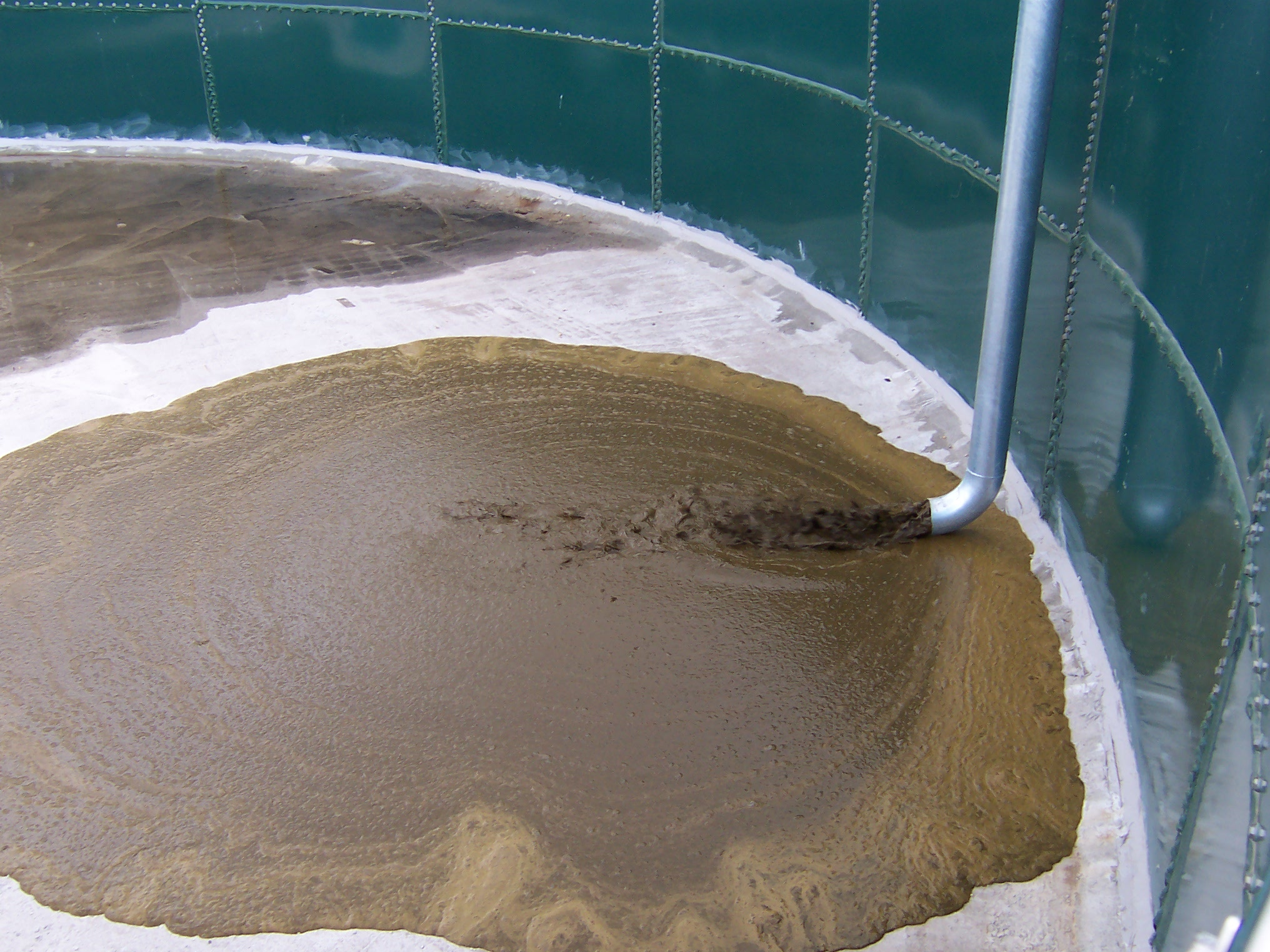
Giertank
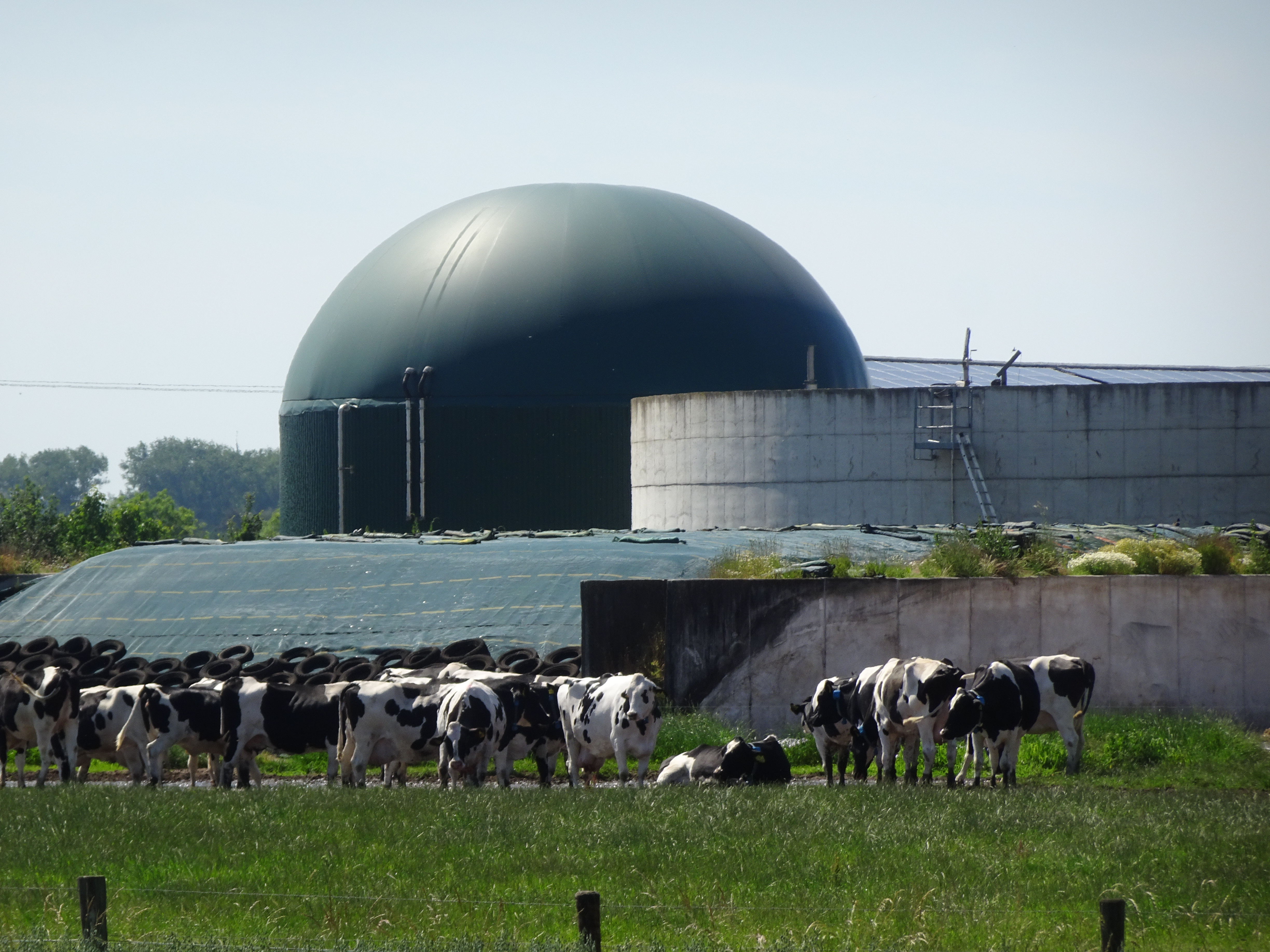
Giersilo bij biogasinstallatie